# Tratado Calvo-Herrán
El Tratado Calvo-Herrán fue un acuerdo de límites suscrito en la ciudad de San José el 11 de junio de 1856 entre la República de Costa Rica y la República de la Nueva Granada (hoy Colombia), representadas respectivamente por el ministro de Relaciones Exteriores Joaquín Bernardo Calvo Rosales y el ministro Plenipotenciario Pedro Alcántara Herrán.

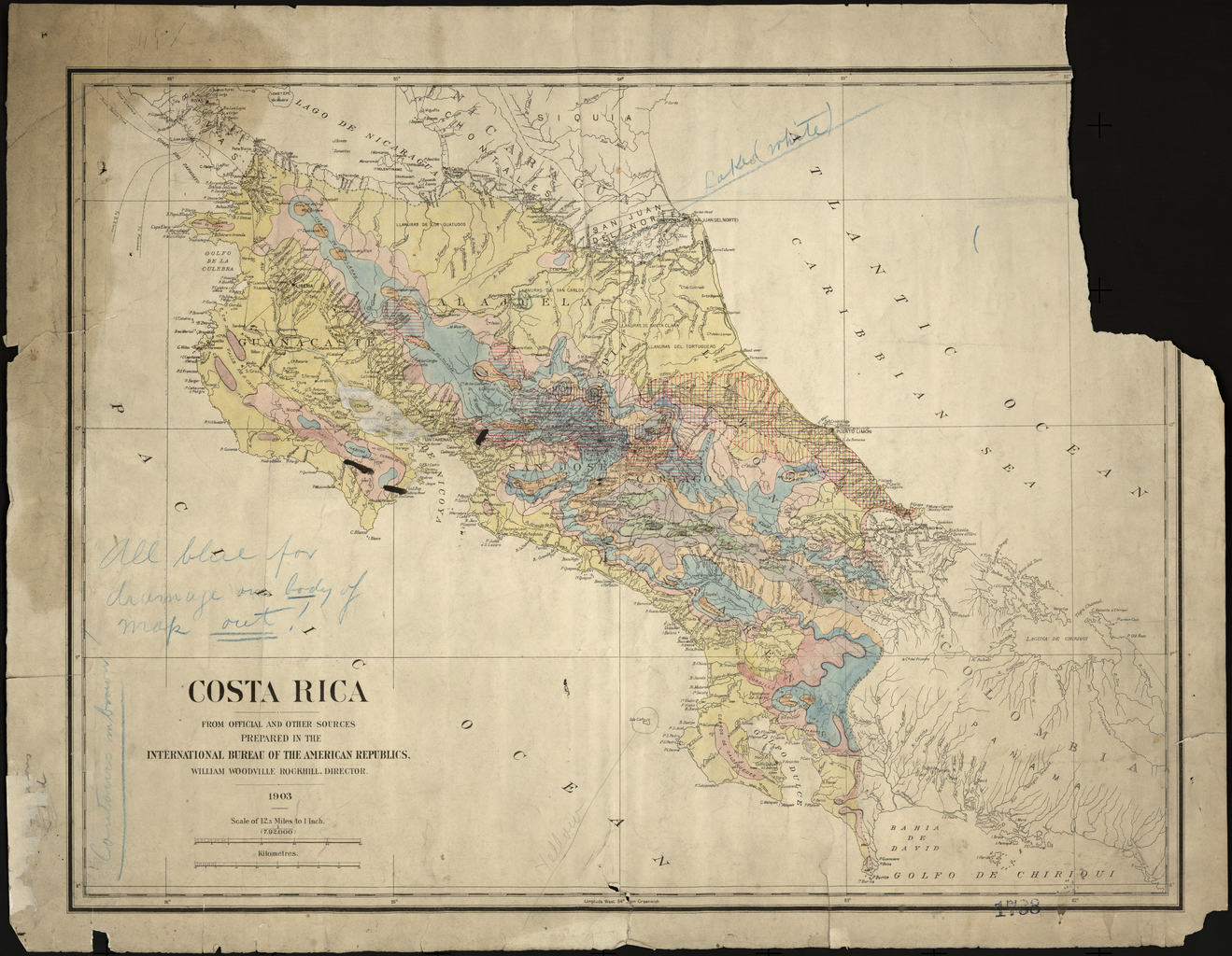
Mapa de Costa Rica de 1903, con la línea Calvo-Herrán como límite con Colombia.

El tratado en su artículo 42 definía el límite de la siguiente manera:

Las Repúblicas de Nueva Granada y Costa Rica reconocen por límites comunes entre sus respectivos territorios una línea divisoria que principiando en la costa del mar Pacífico (en la punta Burica) a los ochenta y tres grados y trece minutos de longitud occidental del meridiano de Greenwich, se dirige en línea recta a la cabecera del río Agua Clara en la parte más elevada donde tienen origen sus aguas, de allí continuando por otra línea recta al noroeste cuarto al norte hasta llegar a la cumbre de la Cordillera de las Cruces que se encuentre en esta dirección, de allí continuando por la cresta de la misma cordillera a la cabecera del río "Doraces", y de allí aguas abajo por la mitad del cause principal de este río hasta su desembocadura en el Atlántico.

La República de Costa Rica renuncia a favor de la Nueva Granada el derecho que tenga a cualquiera parte del territorio que queda al este de dicha línea divisoria, y la Nueva Granada renuncia en favor de Costa Rica el derecho que tenga a cualquier parte del territorio que queda al oeste de la misma línea, no incluyendo en esta renuncia las islas de Providencia, Santa Catalina, San Andrés, Alburquerque, Mangle Grande, Mangle Chico y las demás que pertenecen al distrito conocido con el nombre de Cantón de San Andrés las cuales continuarán perteneciendo a la Nueva Granada.

Por medio de este acuerdo se consolidó en la vertiente del Caribe el statu quo creado por la llamada "usurpación colombiana de las Bocas del Toro" de 1836, en el Pacífico Costa Rica abandonó su tradicional reclamación establecida en el río Chiriquí Viejo para hacerla partir de la punta Burica, al oeste de ese río, por su parte la Nueva Granada abandonó su reclamación sobre la Costa de Mosquitos costarricense y su reclamación territorial establecida en el curso de los ríos Doraces (o Dorado) en el Caribe, y el Golfito que desemboca en el golfo Dulce del Pacífico.
El convenio fue ratificado por la República de la Nueva Granada, pero la salvedad de que el río llamado Doraces, que debía marcar el inicio de la frontera en la vertiente del Caribe, era el primero situado al este de la punta Mona, es decir, el actual río Sixaola. Costa Rica, que partía del supuesto de que el río Doraces era otro situado más al sudeste, hoy denominado Changuinola, objetó la interpretación neogranadina y el convenio no llegó a ser canjeado.